# Razom nas bahato, nas ne podołaty
Razom nas bahato (ukr. Разом нас багато) – hip-hopowy utwór ukraińskiego zespołu muzycznego Gryndżoły, wydany w formie singla w 2005 roku, promujący ich debiutancki album studyjny, zatytułowany Chaj bude tak z 2005 roku.
Po premierze piosenki pojawiły się doniesienia, że singel jest przeróbką hymnu rewolucyjnego „El pueblo unido jamás será vencido” z 1973. Zespół odrzucał zarzuty o plagiat słowami: Tak, przekaz jest podobny, ale linia melodyczna już nie. I to sprawia, że te obie piosenki są od siebie różne.
W 2004 roku singel stał się wyrazem poparcia dla Wiktora Juszczenki, dzięki czemu został wybrany na hymn pomarańczowej rewolucji. Kompozycja wygrała krajowe eliminacje eurowizyjne, dzięki czemu reprezentowała Ukrainę, gospodarza 50. Konkursu Piosenki Eurowizji w Kijowie. Na potrzeby konkursu napisano nowy tekst piosenki, z którego usunięto treści polityczne, a refren piosenki wzbogacono o zwroty w ośmiu wersjach językowych: ukraińskiej, angielskiej, polskiej (Jest nas wielu, nas nie pokonacie), niemieckiej (Alle wir in allem, sind wir nicht zufallen), francuskiej (Le people uni serait jamais vaincu), czeskiej (V ednote ja nase sila), hiszpańskiej (Si estamos juntos, somos invencibles) i rosyjskiej (Вместе мы едины, мы не победимы). Tekst piosenki początkowo nawiązywał do rewolucji, po zmianie słów miał mieć wydźwięk bardziej pokojowy, dlatego singiel był określony przez zespół jako „europejska piosenka o pokoju”. W finale Eurowizji piosenka zajęła dwudzieste miejsce z dorobkiem 30 punktów.
Utwór został ukryty jako easter egg w grze komputerowej S.T.A.L.K.E.R.: Cień Czarnobyla.
Polskojęzyczny remiks piosenki – „Jest nas wielu” – zyskał popularność w Polsce i dotarł do siódmego miejsca listy przebojów 30 ton – lista, lista przebojów. Utwór powstał dzięki współpracy takich raperów, jak Ascetoholix (czyli Doniu, Liber i Kris), Duże Pe, Mezo, Owal, Emcedwa i Pięć Dwa, a także znalazł się na specjalnym albumie kompilacyjnym zatytułowanym Jest nas wielu.

## Lista utworów
singel CD
1. „Razom nas bahato” – 2:39
2. „Razom nas bahato” (Max Chorny MCP’s Mix) – 3:08
3. „Razom nas bahato” (Remix by DJ Lunizz) – 2:24
4. „Razom nas bahato” (Remix by Serge_D) – 3:07
5. „Razom nas bahato” (Remix by Молотов 20) – 4:42
6. „Pora” – 3:34

CD Maxi-single
1. „Razom nas bahato” (International Eurovision Version)
2. „Jest nas wielu”
3. „Jedini (Razom nas bahato)” (Bit8beat Foundation Remix)